# 클렘 버크
클렘 버크(영어: Clem Burke, 1954년 11월 24일 ~ 2025년 4월 6일)은 밴드 결성 직후인 1975년부터 밴드 블론디의 드러머로 가장 잘 알려진 미국 음악가이다. 또한 1987년에는 엘비스 라몬이라는 이름으로 잠시 라몬 가족을 위해 드럼을 연주하기도 했다.